# سالي أماكي
سالي أماكي (بالإنجليزية: Sally Amaki) هي مغنية وممثلة صوت أمريكية. ولدت في 26 أبريل 2000.

## وصلات خارجية
- سالي أماكي على موقع IMDb (الإنجليزية)
- سالي أماكي على موقع ميوزك برينز (الإنجليزية)
- سالي أماكي على موقع قاعدة بيانات الفيلم (الإنجليزية)
- سالي أماكي على موقع ليتربوكسد (الإنجليزية)
- سالي أماكي على موقع كينوبويسك (الروسية)
- سالي أماكي على موقع ANN person (الإنجليزية)
- Official blog (باليابانية)
- 178713 في شبكة أخبار الأنمي
- سالي أماكي في قاعدة بيانات الأفلام على الإنترنت